# NATTS鉄道倶楽部
南海・特急チケットレスサービス（なんかい・とっきゅうチケットレスサービス）は、南海電気鉄道（南海）が行っている、特急券・座席指定券（以下特急券）のチケットレスサービスである。当記事では、前身の「NATTS鉄道倶楽部」（ナッツてつどうくらぶ）および「南海鉄道倶楽部」（なんかいてつどうくらぶ）も取り上げる。

## 沿革
2004年2月25日に「NATTS鉄道倶楽部」としてサービスを開始した。当時は同社が発行しているフリーペーパーのNATTSの延長線上とされたため、このサービスを受けるには先に「NATTS NET」の会員登録が必要であった（そこでのユーザIDとパスワードが、そのままこのサービスのユーザID・パスワードになる）。会員資格は中学生以上。
2010年3月22日より、同サービスは「南海鉄道倶楽部」に変更され、これまでの「NATTS NET」とは分離された。同時に、特急チケットレスサービス「ケータイ特急券」のみとなり、定期券の予約サービスは終了した。また同倶楽部の会員情報は、新しい「NATTS NET」には引き継がれないことになった（同倶楽部を利用する際の、ユーザID・パスワードはそのまま継続して利用可能）。
2020年2月22日より、「南海・特急チケットレスサービス」としてリニューアルされ、会員登録を行わずに利用できるようになった（ポイントなどは会員限定）。
- 2004年2月25日：「NATTS鉄道倶楽部」としてチケットレスサービス、定期券予約サービスを開始[1]。
- 2010年3月22日：「南海鉄道倶楽部」に変更[2]。
  - 定期券の予約サービスを終了。
  - 「NATTS特急ポイント」を「南海特急ポイント」に変更。
- 2020年2月22日：「南海・特急チケットレスサービス」にリニューアル。以下の点が変更される[3]。
  - 南海特急ポイントとクレジットカードまたは特急積立金の併用が可能となる。
  - ポイントのうち、通常ポイントが10%から3%に引き下げられる一方、特典ポイントが新設される。
  - 最大5列車、1列車あたり4席まで購入可能だったものを、最大20列車、1列車あたり8席まで購入可能とする。
  - 会員登録を行わずに利用できるようになる（ポイントなどは会員限定）。
- 2023年3月1日：南海特急ポイントからminapitaポイントへの交換が可能となる。また、minapitaポイントから南海特急ポイントへの交換レートがminapitaポイント10ポイントから南海特急ポイント13ポイントに変わる[4]。

## 内容
パソコンやスマートフォンのブラウザ上で特急券・座席指定券を購入し、発券を行わずに特急・指定席に乗車できるサービスである。会員登録は不要だが、会員登録により各種条件が変更される。乗車日の1ヶ月前の10時より購入でき、座席指定、列車変更（発車3分前まで、2回まで）が可能。また会員の場合は追加購入も可能。購入可能時間は3:00から26:00まで。
対象となるのは「ラピート」・「サザン」・「こうや」・「りんかん」・「泉北ライナー」各列車で、高野線の観光列車「天空」では利用できない。

## 料金システム
支払い方法は以下の5つである。ただし、会員登録を行っていない場合はクレジットカードのみでの支払いとなる。また、南海特急ポイントを特急積立金またはクレジットカードと併用する場合、保有しているポイントの一部のみを使用することはできない。
- 特急積立金
- クレジットカード
- 南海特急ポイント
- 南海特急ポイントと特急積立金の併用
- 南海特急ポイントとクレジットカードの併用

特急積立金は、駅窓口または一部の駅に設置されているピンク色の券売機で、1回10,000円、最高20,000円まで積み立てることができる。
南海特急ポイントは、会員登録を行い、当サービスで特急券を購入することで付与されるポイントである。当月の購入金額の3%が通常ポイントとして付与され、さらに当月に一定額以上の特急積立金またはクレジットカードでの支払い金額があった場合に特典ポイントが付与される。なお、キャンペーンによりポイントが通常より多く付与されることがある。また、minapitaポイントと相互に交換できる。2020年2月21日までは、特典ポイントがなく、一律で当月の購入金額の10%が付与されていた。
予約した特急への乗車を中止する場合、発車3分前までに払い戻し手続きを行うことで手数料を除いた金額が払い戻される。ただし南海特急ポイントでの支払いは払い戻しの対象外となる。会員を退会した場合、特急積立金は窓口で返金されるが、南海特急ポイントは無効となる。

## 定期券予約サービス
NATTS鉄道倶楽部で行われていたサービス。こちらはパソコンからの利用が可能であった。通勤定期券の新規発行の予約が可能であった（小児用は発行可能駅で確認される。また、通学など特殊な割引を使っている定期券の予約はできない）。クレジット決済か現金で支払うことが可能であった。PiTaPa定期券の発行予約はできず、クレジット決済の場合その定期券をPiTaPaに差し替えることもできなかった。
2010年3月22日の「南海鉄道倶楽部」への移行により、同サービスは終了した。